# Casiornis rufus
Casiornis rufus là một loài chim trong họ Tyrannidae.

## Hình ảnh

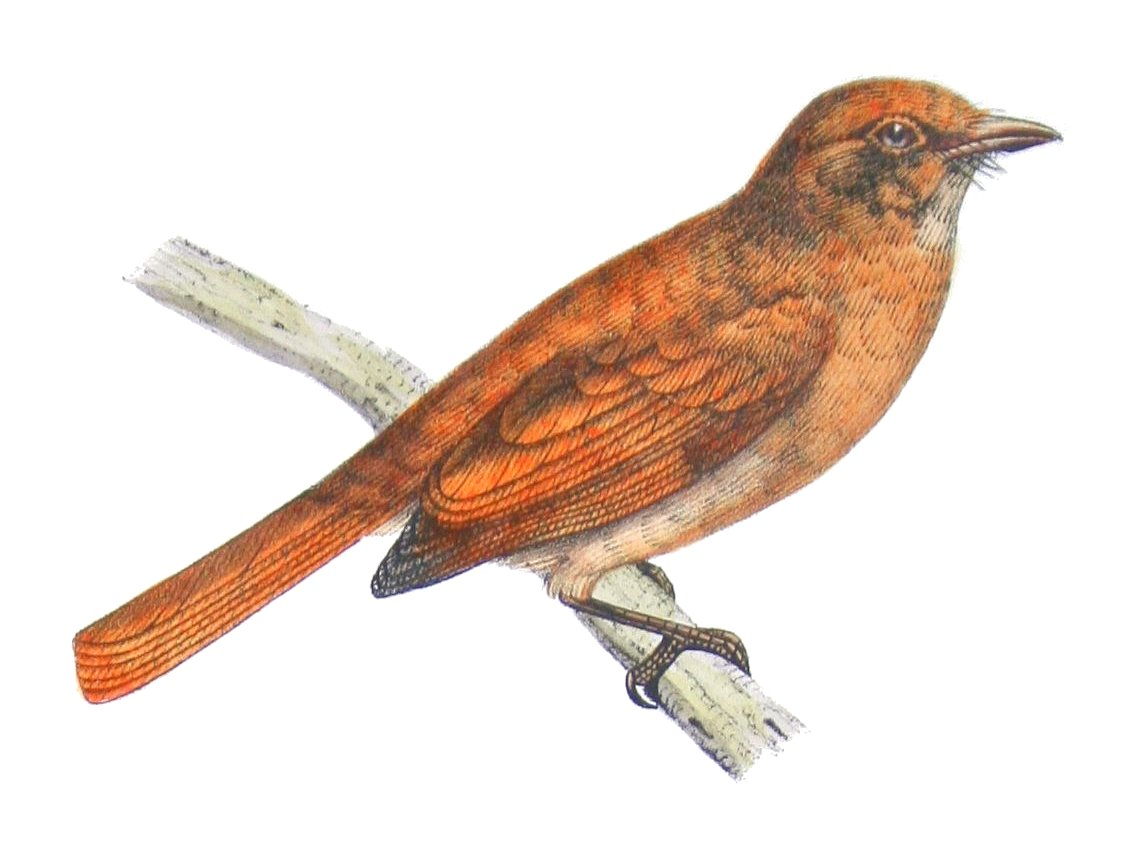
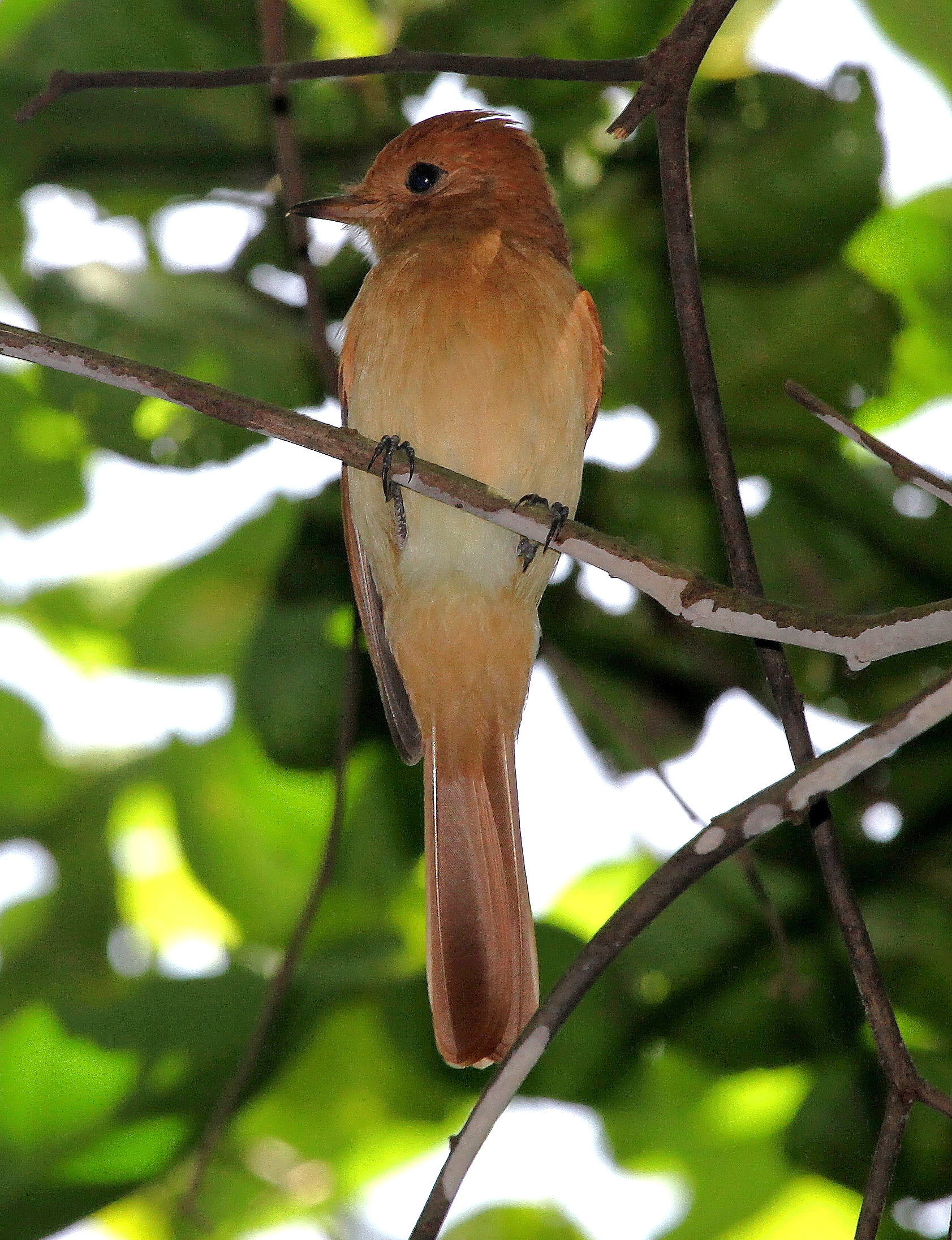